# Museremu
Museremu är ett periodiskt vattendrag i Burundi.   Det ligger i provinsen Bururi, i den södra delen av landet, 80 km sydost om huvudstaden Bujumbura.
Omgivningarna runt Museremu är huvudsakligen savann. Runt Museremu är det ganska tätbefolkat, med 179 invånare per kvadratkilometer.